# فيليب كولشرايبر

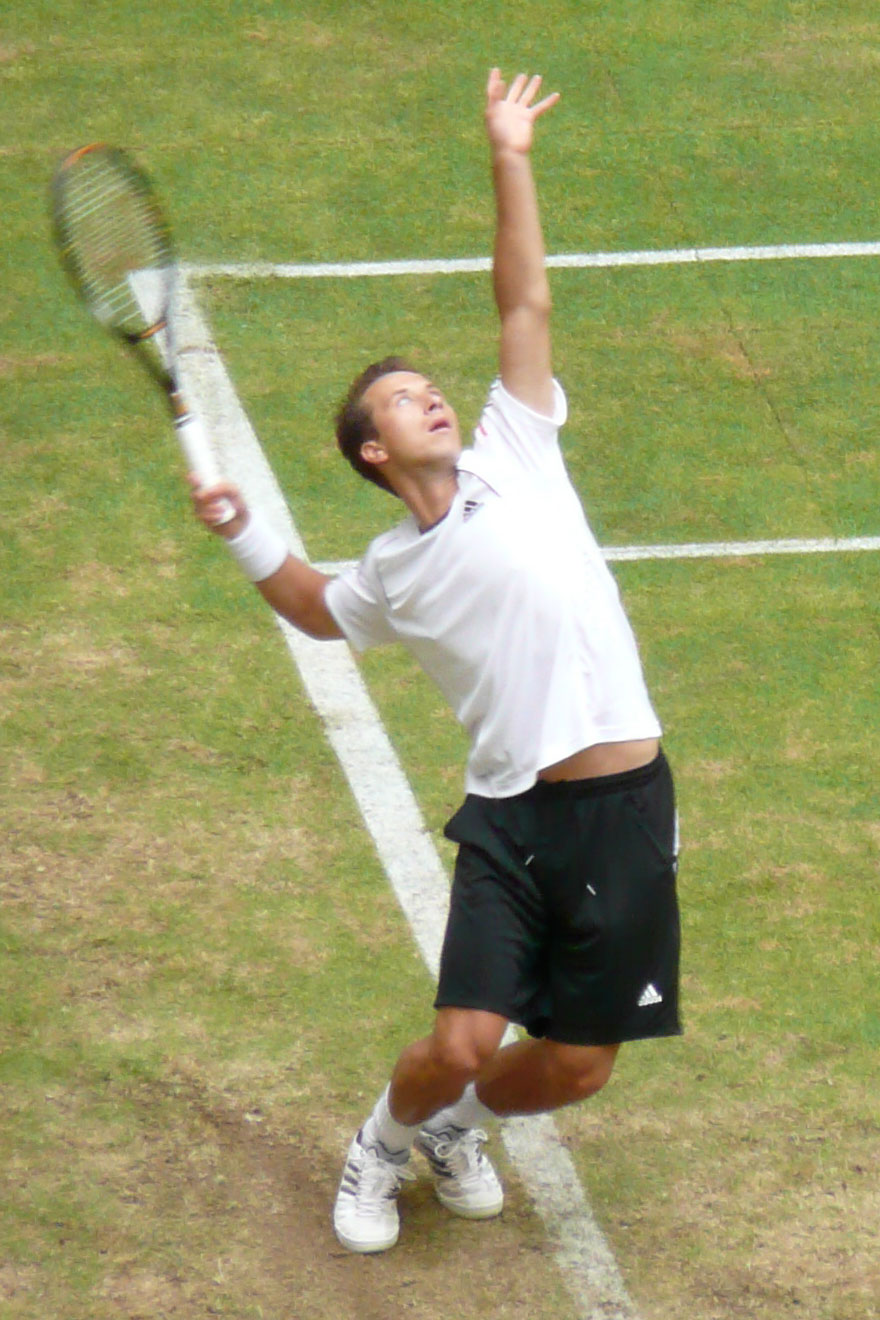
فيليب كولشرايبر

## روابط إضافية
- Official Website
- فيليب كولشرايبر على موقع رابطة محترفي التنس (الإنجليزية)
- فيليب كولشرايبر على موقع الاتحاد الدولي لكرة المضرب (الإنجليزية)
- فيليب كولشرايبر على موقع كأس ديفيز (الإنجليزية)
- فيليب كولشرايبر على موقع خلاصة التنس.كوم (الإنجليزية)
- فيليب كولشرايبر على موقع إي إس بي إن.كوم (الإنجليزية)
- فيليب كولشرايبر على موقع أوليمبيديا (الإنجليزية)
- فيليب كولشرايبر على موقع اللجنة الأولمبية الألمانية (الألمانية)
- Kohlschreiber Recent Match Results
- Kohlschreiber World Ranking History

## روابط خارجية
- فيليب كولشرايبر على موقع IMDb (الإنجليزية)